# ريزوم
ريزوم r-e-s-o-m-e منظمة غير ربحية تعمل على تعزيز الوصول إلى التعليم العالي في فرنسا وتسهيل توجيه جميع الطلاب المهاجرين، وكذلك تعلم اللغة الفرنسية للجميع. و هي بالأساس متكونة مجموعة من الطلاب والمعلمين والجمعيات والمجموعات غير الرسمية التي تعمل لمساندة المهاجرين و اللاجئين.

## الأهداف
أهداف المؤسسة بالأساس هي:
- تعزيز إنشاء برامج التكامل والدعم في النظام الجامعي الفرنسي، وكذلك الجمعيات والتعلم الجماعي للغة الفرنسية كلغة أجنبية للجميع.
- تبادل النصائح والمعلومات حول استئناف دراسة المهاجرين واللاجئين وطالبي اللجوء.
- إنتاج موارد جماعية و / أو موارد مجموعة العمل للحصول على إرشادات ومشاركتها.
- العمل على اتصال مع الجمعيات والجماعات العاملة في هذا المجال من أجل حقوق المهاجرين واللاجئين (وخاصة في المخيمات والمراكز). خاصة بالنسبة للأخصائيين الاجتماعيين. التركيز على احتياجات ومطالب الناس أنفسهم.
- رفع وعي الأشخاص الملتحقين بمؤسسات التعليم العالي بموضوعات الهجرة.

كما تقدم المجموعة الدعم في مجال التوجه الأكاديمي وتعليم اللاجئين والمهاجرين.